# روبي أميل
روبي أميل هو عارض ولاعب هوكي الجليد وممثل كندي، ولد في 21 أبريل 1988 بتورونتو في كندا.

## أعمال

### أفلام
- (2005) تشيبر باي ذا دوزن 2[4]
- (2007) منزل بيتا
- (2008) تصور هذا
- (2015) الصديقة السمينة القبيحة[5]
- (2017) جليسة الأطفال

### مسلسلات
- الانتقام
- البرق
- الكاذبات الصغيرات الجميلات
- كيف قابلت أمكما
- هاواي فايف أو

## وصلات خارجية
- روبي أميل على موقع IMDb (الإنجليزية)
- روبي أميل على موقع قاعدة بيانات الأفلام العربية
- روبي أميل على موقع ألو سيني (الفرنسية)
- روبي أميل على موقع أول موفي (الإنجليزية)
- روبي أميل على موقع قاعدة بيانات الفيلم (الإنجليزية)
- روبي أميل على موقع ليتربوكسد (الإنجليزية)
- روبي أميل على موقع كينوبويسك (الروسية)